# Sh2-195
Sh2-195 è un oggetto indefinito e dalla natura non chiara visibile nella costellazione di Cassiopea.
Si trova alle stesse coordinate della galassia Maffei 2, sebbene nel Catalogo Sharpless venga definito un oggetto a sé stante, come pure nei cataloghi di Lynds, dove ha sigla LBN 665; nelle immagini a diverse lunghezze d'onda non è evidente alcuna nebulosità, così in diversi studi si specifica che non è stato individuato. Esiste tuttavia uno studio in cui si specifica che quest'oggetto non coincide con la galassia Maffei 2.